# Waszkowo
Waszkowo (pol. hist. Wąszkowo) – wieś w Polsce położona w województwie wielkopolskim, w powiecie gostyńskim, w gminie Poniec.

## Historia
Jezioro jest notowane od średniowieczna co najmniej od pierwszej połowy XV wieku. Wymienione po raz pierwszy w dokumencie zapisanym po łacinie z 1309 pod nazwą Wascow, 1401 Wanszkowo, 1406 Vanszcowo, 1419 Wanszcowo, 1420 Wansscowo, 1420 Vazcowo, Vøskowo, 1420 Vanscowo, 1427 Wanschcowo, 1428 Wąnschcowo, Wyaschcowo, 1470 Waskowo, 1502 Waszkowo, 1505 Waschkowo, 1514 Wanschkowo, 1530 Vaskova, 1538 Vąszkowo, 1563 Wąszkowa, 1564 Wąskouo, 1566 Veskowa, 1567 Wąskowa.
Według pierwszego zachowanego zapisu w 1310 książę śląski i wielkopolski, pan Głogowa i Poznania dziedzic Królestwa Polskiego Henryk III głogowski ustanowił dystrykt w Poniecu, a w jego granicach odnotowano m.in. wieś Waszkowo. W 1410 wieś należała do parafii Poniec. W 1470 leżała w powiecie kościańskim Korony Królestwa Polskiego.
Miejscowość była wsią rycerską, później szlachecką, należącą do lokalnej szlachty wielkopolskiej Korzboków oraz rodu Wąszkowskich - Waszkowskich, których odmiejscowe nazwisko wywodzi się od nazwy miejscowości. W 1309 jako świadka sądowego odnotowano po raz pierwszy mieszkańca wsi Stanisława z Waszkowa. W 1406 ustalono przebieg granicy pomiędzy Waszkowem, a Zawadą. W latach 1424–1425 odnotowano we wsi folwark zwany Szyba. W 1582 właścicielami we wsi są Bartłomiej oraz Wojciech Korzbokowie Zawadzcy. W 1583 Wojciech dał bratu Bartłomiejowi swoje części w Waszkowie i Golinie oraz zapisał przyszłej żonie Katarzynie, c. Jarosza Pasikonia Pogorzelskiego, po 2000 grzywien posagu i wiana na połowie Waszkowa i połowie Goliny.
Wieś odnotowały również historyczny spisy podatkowe. W 1530 we wsi miał miejsce pobór od 5 łanów. W 1563 pobór od 6 łanów i 1/2 kwarty, karczmy dorocznej i wiatraka dorocznego. W 1564 w Waszkowie było 4 i 3/4 łana. W 1566 miał miejsce pobór od 6 łanów i 1 kwarty osiadłej, a także wiatraka dorocznego i 3 zagrodników. W 1567 pobór odbył się od 6 łanów i 1 kwarty osiadłej, wiatraka dorocznego, karczmy dorocznej i 3 zagrodników. W 1580 pobór od 4,5 łana i 3 zagrodników. W 1583 pobór od 10 półłanków osiadłych, jednej kwarty karczmarza, 3 zagrodników, komornika i 26 owiec. W latach 1582–1583 pobór od 10 półłanków we wsi zapłacił Marcin Korzbok Zawadzki.
Po rozbiorach Polski miejscowość wraz z całą Wielkopolską znalazła się w zaborze pruskim. W okresie Wielkiego Księstwa Poznańskiego (1815-1848) miejscowość wzmiankowana jako Waszkowo należała do wsi większych w ówczesnym pruskim powiecie Kröben (krobskim) w rejencji poznańskiej. Waszkowo należało do okręgu sarnowskiego (27 domów) i bojanowskiego (13 domów) tego powiatu i stanowiło odrębny majątek, którego właścicielem był wówczas (1846) Krynkowski. Według spisu urzędowego z 1837 roku Waszkowo liczyło 318 mieszkańców, którzy zamieszkiwali 40 dymów (domostw).
W latach 1975–1998 miejscowość administracyjnie należała do województwa leszczyńskiego.
W miejscowości działało Państwowe Gospodarstwo Rolne Waszkowo.
Urodził się tu Józef Stępkowski – kapitan piechoty Wojska Polskiego.